# Église Saint-Martin de Saint-Martin-de-Salencey
L'église Saint-Martin de Saint-Martin-de-Salencey est une église située sur le territoire de la commune de Saint-Martin-de-Salencey, dans le département français de Saône-et-Loire et la région Bourgogne-Franche-Comté.

## Historique
L’église, de style néo-roman, a été construite en 1877, selon des plans dressés par l’architecte de Charolles André Della Jogna (avec réception des travaux en 1878).
Cependant, vingt ans après, en 1898, un relèvement des arcs doubleaux de la nef (qui se détachaient des murs latéraux) dut être opéré. Les travaux de réfection, commencés en 1899, ne s'achevèrent qu'en 1901, suivis par l’architecte Mazoyer de Salencey.

## Architecture
L’église se compose d’une nef centrale et de deux collatéraux (cinq travées). Le voûtement des bas-côtés est en berceaux transversaux, celui de la nef étant en arc de cloître (ou berceaux transversaux bombés).
La façade de l’église est ornée d’une grande rosace. Le chœur est cependant dépourvu de baies, le clocher de l’église étant construit en bout de chœur, au-dessus de l’abside. Mais un étage de beffroi est éclairé par des baies jumelles sous archivolte plein cintre.

## Mobilier
Un legs de 1906 a permis d’orner l’église de vitraux. 
Le tableau de revers de façade, qui date de la fin du XVIIIe siècle, représente saint Martin, évêque, saint patron de l’église. 
Un Christ en croix fait face à la chaire du XIXe siècle.

## Culte
Édifice consacré du diocèse d'Autun relevant de la paroisse des Monts-du-Charolais (siège à Saint-Bonnet-de-Joux) – qui en est affectataire au titre de la loi de 1905 –, l'église de Saint-Martin-de-Salencey est, un siècle et demi après sa construction, un lieu de culte catholique.